# Tu Holloway
Terrell Holloway, detto Tu (Hempstead, 21 agosto 1989), è un cestista statunitense.

## Palmarès
- Coppa di Israele: 1

Hapoel Holon: 2017-2018